# Touch Me Baby
Touch me baby è il primo album del cantautore Ricky Tamaca pubblicato nel 1977.

## Descrizione
È l'album d'esordio del cantautore Ricky Tamaca pubblicato nel 1977 con la casa discografica Atom Records e realizzato in Austria. L'album contiene dieci canzoni di cui Cinzia, Io con lei non ci sto più e Monica, le quali sono tre successi di Tamaca.

## Tracce
1. Balla balla – 3:33 (K.Weiss, R.Tammaccaro)
2. Due minuti ancora – 3:33 (R.Osterreicher, R.Tammaccaro)
3. Vorrei averti qui – 2:50 (K.Weiss, R.Tammaccaro)
4. Io con lei non ci sto più – 3:46 (R.Tammaccaro, R.Osterreicher)
5. Sambando – 3:32 (R.Osterreicher)
6. Touch me baby – 6:30 (K.Weiss)
7. Monica – 3:45 (R.Tammaccaro, A.Paganelli, R.Osterreicher)
8. Va va va – 4:16 (R.Osterreicher)
9. Senza parlare – 2:42 (R.Osterreicher)
10. Cinzia – 2:46 (R.Osterreicher, R.Tammaccaro)